# Dimitrios Rallis

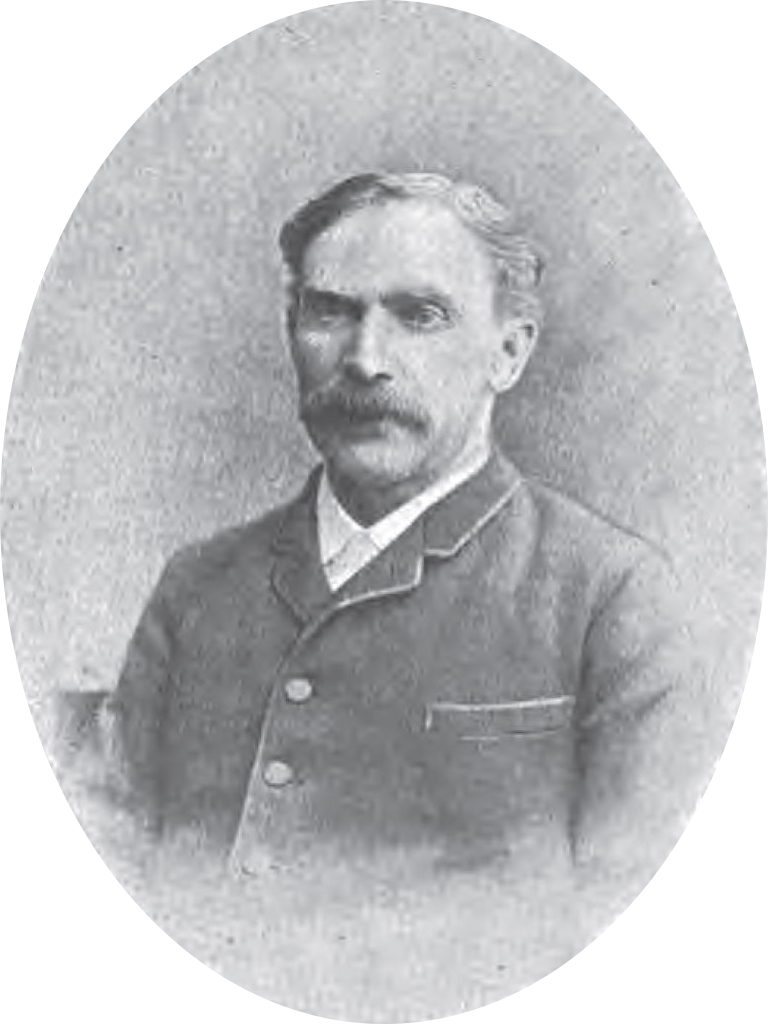
Dimitrios Rallis

Dimitrios Rallis (Grieks: Δημήτριος Ραλλης; Athene, 1844 - 5 augustus 1921) was een Grieks politicus en vijf keer premier van Griekenland.

## Levensloop
Rallis stamde uit een oude politieke familie: zijn grootvader, Alexandros Rallis, was voor de Griekse onafhankelijkheid een prominent fanariot en zijn vader, Georgios Rallis, was minister en later procureur-generaal van het Griekse Hooggerechtshof. In 1872 werd hij verkozen in het Griekse parlement.
Hij werd vijf keer eerste minister:
- van 30 april tot 3 oktober 1897
- van 11 juli tot 7 december 1903
- van 22 juni tot 21 december 1905
- van 19 juli tot 28 augustus 1909
- van 18 november 1920 tot 6 februari 1921

Rallis overleed op 77-jarige leeftijd aan kanker.
Zijn nakomelingen waren ook politiek actief: zijn zoon Ioannis Rallis was eerste minister tijdens de Nazi-bezetting van Griekenland in de Tweede Wereldoorlog en zijn kleinzoon Georgios Rallis was eerste minister in het begin van de jaren 1980.
- Gemeinsame Normdatei: 1082522163
- International Standard Name Identifier: 0000 0000 3408 0441
- Library of Congress Control Number: n98050952
- Système universitaire de documentation: 244023697
- Virtual International Authority File: 63323118
- WorldCat: E39PBJxWVJ8TP9WP8tQG8ChvHC